# ジーシー
株式会社ジーシーは、1921年に創立された歯科医療総合メーカー。

## おもな製品
- 歯科用金属
- 歯冠材料
- 根幹重鎮材料
- 印象材
- 銅製器具
- 技工用機械器具及び装置
- 予防・サニタリー
- コンピューター関連
- 歯科用ユニットおよび関連器具
- インプラント
- CAD/CAMシステムほか多数

## 沿革
公式サイトのジーシーの沿革も参照。
- 1921年（大正10年） - 東京池袋にヂーシー化学研究所を設立、燐酸亜鉛セメントの研究に着手
- 1934年（昭和9年） - 株式会社に組織化
- 1941年（昭和16年） - 創業20周年を機に而至化学研究所株式会社へ社名変更
- 1946年（昭和21年） - 而至化学工業株式会社へ社名変更
- 1959年（昭和34年） - 愛知県春日井市に而至陶歯工業株式会社設立
- 1971年（昭和46年） - 株式会社ジーシーインターナショナル設立
- 1973年（昭和48年） - 而至歯科工業株式会社へ社名変更し、而至歯科機械株式会社を設立
- 1981年（昭和56年） - ADTA（米国歯科商工会）の正式メンバーに参加
- 1990年（平成2年） - 英国のICI社の歯科部門買収
- 1991年（平成3年） - 創業70周年を機に、而至歯科工業株式会社を株式会社ジーシーに、而至陶歯工業株式会社を株式会社ジーシーデンタルプロダクツにそれぞれ社名変更
- 1994年（平成6年） - 歯科業界で初のISO9001の認証取得。GCB（ベルギー）ISO9002の認証取得。
- 1995年（平成7年） - GCA（アメリカ）ISO9001の認証取得
- 1998年（平成10年） - ISO14001の認証取得
- 2003年（平成15年） - 而至歯科（蘇州）有限公司竣工
- 2004年（平成16年） - ISO 13485取得
- 2007年（平成19年） - プライバシーマーク取得
- 2013年（平成25年） - スイスにGC International AGを設立
- 2016年（平成28年） - 昭和薬品化工株式会社（現:株式会社ジーシー昭和薬品）の普通株式全株を取得し、同社を子会社化[2]

## グループ企業
- 株式会社ジーシーデンタルプロダクツ
- 株式会社ジーシーアサヒ
- 株式会社ジーシーインターナショナル
- 大成歯科工業株式会社
- 新見化学工業株式会社
- 株式会社ジーシーデータランド
- 株式会社ジーシーアイコミュニケーションズ
- 株式会社デンタルダイヤモンド社
- 株式会社日本歯科商社
- 株式会社ジーシーオルソリー
- 株式会社ジーシー昭和薬品[3]

## 受賞歴
- 1994年	
  - ISO9001認証取得（業界初）
  - GCB(ベルギー)　ISO9002認証取得
- 1995年	
  - GCA(アメリカ)　ISO9001認証取得
  - ジーシーデンタルプロダクツ　ISO9002認証取得
- 1998年	ISO 14001認証取得（業界初）
- 2000年	デミング賞実施賞受賞（業界初）
- 2003年	ジーシーデンタルプロダクツ　デミング賞実施賞受賞
- 2004年	
  - ISO13485認証取得
  - 日本品質管理賞受賞
  - 大成歯科工業　日本品質奨励賞受賞
- 2005年	ジーシーアサヒ　日本品質奨励賞受賞
- 2006年	ジーシーデンタルプロダクツ　日本品質管理賞受賞
- 2009年	QCサークル経営者賞（日本科学技術連盟）、「経済界」誌　敢闘賞受賞
- 2010年	
  - 而至歯科(蘇州)有限公社　中国初デミング賞受賞
  - 日本科学技術連盟「品質経営度調査」3位
- 2012年	
  - 日本科学技術連盟「品質経営度調査」6位
  - 中尾社長 デミング賞本賞受賞
- 2014年	ジーシーアメリカ デミング賞受賞
- 2019年 第1回日本オープンイノベーション大賞選考委員会特別賞受賞
- 2020年 富士小山工場 緑化優良工場等経済産業大臣表彰 経済産業大臣賞[4]